# Przeznaczenie

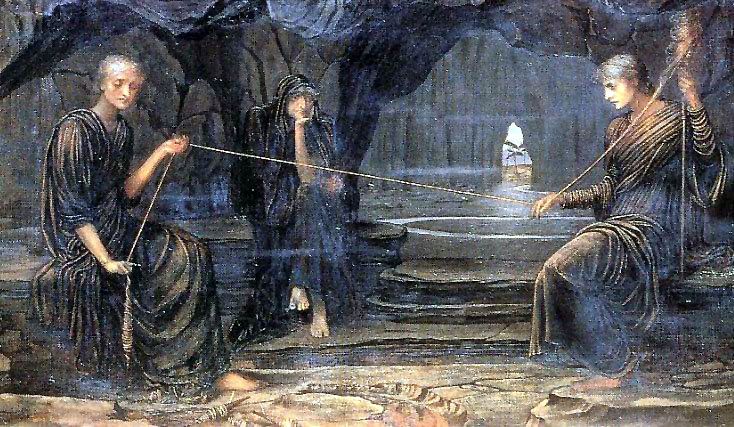
Obraz, którego autorem jest John Melhuish Strudwik, 1885. Przedstawia greckie boginie losu Mojry (gr. Moirai - los, dola). Ludzie i bogowie musieli być posłuszni woli Mojr, które dzierżą władzę nad biegiem życia i śmiercią konkretnej istoty.

Przeznaczenie – los, dola, fatum, fortuna; to co powiedziane, przepowiedziane, zarządzone przez bogów; nieuchronna przyszłość. Z definicji jest tylko jedno przeznaczenie (przyszłość) i nie może być ono zmienione.
Według koncepcji przeznaczenia losy człowieka są z góry określone (zobacz: predeterminizm, kismet). Takie postawienie sprawy działało jednak deprymująco. Dlatego próbowano poznać przyszłość (zobacz: wróżby, astrologia, horoskop, jasnowidzenie, prorokowanie, Yijing), a następnie na nią wpływać: poprzez uczynki podporządkowane regułom uznawanym za sposób polepszenia losu lub za pomocą magii.
Idea przeznaczenia nie sprzeciwia się w ogólności decydowaniu o własnej przyszłości, gdyż nie wyklucza przyczynowości (obecne decyzje mogą więc być przyczyną przyszłych zdarzeń, udanych osiągnięć).
Przeznaczeniem lub losem nazywa się też napotkane przypadki i zrządzenia, które nie zależą od woli ani starań.
Bóstwa związane z przeznaczeniem: Rod, Fatum, Fortuna, Tyche, Parki, Mojry, Ananke.